# Nasdaq-100
El Nasdaq-100 es un índice bursátil de Estados Unidos que recoge a los 100 valores de las compañías más importantes del sector de la industria de la tecnología incluyendo empresas de hardware y de software, las telecomunicaciones, venta al por menor/por mayor y biotecnología cotizadas en el Nasdaq Stock Market. En el índice pueden estar tanto empresas estadounidenses como internacionales.
Este índice no incluye valores financieros, incluyendo las compañías de inversión, lo que lo diferencia de otros índices como el S&P 500. El Nasdaq-100 se abrevia como NDX100. Sus correspondientes futuros se negocian en el Mercado de Valores de Chicago. Sus futuros, abreviados como ND, y su versión mini, abreviado como NQ, unos de los futuros más negociados en el Mercado de Valores de Chicago. No se le debe confundir con el índice Nasdaq Composite que incluye todas las empresas del mercado Nasdaq.
|                      | Nasdaq 100 (NDA) | E Mini Nasdaq 100 (ENQ) | Micro E Mini Nasdaq 100 (MNQ) |
| -------------------- | ---------------- | ----------------------- | ----------------------------- |
| Bolsa:               | CME              | EMiniCME                | EMiniCME                      |
| Sector:              | Index            | Index                   | Index                         |
| Tamaño de garrapata: | 0.01             | 0.25                    | 0.25                          |
| BPV:                 | 100              | 20                      | 2                             |
| Denominación:        | USD              | USD                     | USD                           |

## Historia
La Asociación Nacional de traders de Valores (NASD, por sus siglas en inglés) fundó el Nasdaq el cual es una bolsa de acciones y otros valores.
El Nasdaq fue fundado el 8 de febrero de 1971 como la NASD, antes de convertirse en el Nasdaq en 2006. Fueron pioneros en eliminar la sala de trading tradicional y crear un sistema digitalizado. Esto permitía a las empresas, los corredores y los traders intercambiar valores y activos rápidamente, lo cual suponía una gran ventaja respecto a la sala de trading tradicional.
Empresas de tecnología como Microsoft, Oracle, Intel, Amazon, y muchas otras empresas que son hoy en día muy conocidas fueron atraídas por este nuevo sistema de negociación digitalizado y más rápido. Unos años más tarde, en 1985, fue lanzado el (US- Tech 100) del Nasdaq 100 como un índice de las 100 empresas más grandes negociadas en el Nasdaq.
Durante los años 80s-90s, a medida que el sector de la tecnología crecía , un gran número de empresas de tecnología se unieron al Nasdaq, elevando su valor de 1.000 puntos básicos a 4.500 puntos básicos desde 1995 a 2000. A finales de los 90 fue la época de la "burbuja de las punto-com", donde un gran número de nuevas empresas recaudaron dinero a través de ofertas públicas iniciales (IPO, por sus siglas en inglés), pero más tarde quebraron. Cuando la burbuja de las punto-com estalló, el índice perdió el 80% de su valor en dos años.
Desde entonces, el Nasdaq ha crecido hasta operar en 25 mercados gracias a su tecnología de trading de vanguardia.
La composición del índice se revisa anualmente: tomando el precio de cierre del mes de octubre, se realiza un ranking, y a principios de diciembre se anuncian los cambios que son efectivos el tercer viernes de diciembre.

## Composición
La composición del Nasdaq-100 a enero de 2020 era:
| Symbol       | Nombre                    | Actividad              | Sede           |
| ------------ | ------------------------- | ---------------------- | -------------- |
| ATVI         | Activision Blizzard       | Videojuegos            | Estados Unidos |
| ADBE         | Adobe Inc.                | Software               | Estados Unidos |
| AMD          | Advanced Micro Devices    | Semiconductores        | Estados Unidos |
| ALXN         | Alexion Pharmaceuticals   | Farmacéutica           | Estados Unidos |
| ALGN         | Align Technology          | Tecnología médica      | Estados Unidos |
| GOOGL        | Alphabet Inc.             | Servicios de Internet  | Estados Unidos |
| AMZN         | Amazon                    | Comercio electrónico   | Estados Unidos |
| AAL          | American Airlines Group   | Transporte             | Estados Unidos |
| AMGN         | Amgen                     | Biotecnología          | Estados Unidos |
| ADI          | Analog Devices            | Semiconductores        | Estados Unidos |
| AAPL         | Apple                     | Hardware y software    | Estados Unidos |
| AMAT         | Applied Materials         | Semiconductores        | Estados Unidos |
| ASML         | ASML Holding              | Semiconductores        | Estados Unidos |
| ADSK         | Autodesk                  | Software               | Estados Unidos |
| ADP          | Automatic Data Processing | Recursos humanos       | Estados Unidos |
| BIDU         | Baidu                     | Servicios de Internet  | China          |
| BIIB         | Biogen Idec               | Biotecnología          | Estados Unidos |
| BMRN         | BioMarin Pharmaceutical   | Biotecnología          | Estados Unidos |
| BKNG         | Booking Holdings          | Turismo                | Estados Unidos |
| AVGO         | Broadcom Inc.             | Semiconductores        | Estados Unidos |
| CDNS         | Cadence Design Systems    | Software               | Estados Unidos |
| CELG         | Celgene                   | Farmacéutica           | Estados Unidos |
| CERN         | Cerner Corporation        | Tecnología médica      | Estados Unidos |
| CHTR         | Charter Communications    | Telecomunicaciones     | Estados Unidos |
| CHKP         | Check Point               | Software               | Israel         |
| CTAS         | Cintas Corporation        | Textil                 | Estados Unidos |
| CSCO         | Cisco Systems             | Telecomunicaciones     | Estados Unidos |
| CTXS         | Citrix Systems            | Software               | Estados Unidos |
| CTSH         | Cognizant                 | Software               | Estados Unidos |
| CMCSA        | Comcast                   | Telecomunicaciones     | Estados Unidos |
| COST         | Costco                    | Mayorista              | Estados Unidos |
| CSX          | CSX Corporation           | Transporte             | Estados Unidos |
| CTRP         | Ctrip                     | Turismo                | China          |
| DLTR         | Dollar Tree               | Comercio               | Estados Unidos |
| EBAY         | eBay                      | Comercio electrónico   | Estados Unidos |
| EA           | Electronic Arts           | Videojuegos            | Estados Unidos |
| EXPE         | Expedia                   | Turismo                | Estados Unidos |
| FB           | Facebook                  | Redes sociales         | Estados Unidos |
| FAST         | Fastenal                  | Venta al por menor     | Estados Unidos |
| FISV         | Fiserv                    | Medios de pago         | Estados Unidos |
| FOX, FOXA    | Fox Corporation           | Medios de comunicación | Estados Unidos |
| GILD         | Gilead Sciences           | Biotecnología          | Estados Unidos |
| HAS          | Hasbro                    | Entretenimiento        | Estados Unidos |
| HSIC         | Henry Schein              | Comercio               | Estados Unidos |
| IDXX         | Idexx Laboratories        | Veterinaria            | Estados Unidos |
| ILMN         | Illumina                  | Biotecnología          | Estados Unidos |
| INCY         | Incyte                    | Farmacéutica           | Estados Unidos |
| INTC         | Intel Corporation         | Semiconductores        | Estados Unidos |
| INTU         | Intuit                    | Software               | Estados Unidos |
| ISRG         | Intuitive Surgical        | Tecnología médica      | Estados Unidos |
| JBHT         | J. B. Hunt                | Transporte             | Estados Unidos |
| JD           | JD.com                    | Comercio electrónico   | China          |
| KLAC         | KLA-Tencor                | Semiconductores        | Estados Unidos |
| LRCX         | Lam Research              | Semiconductores        | Estados Unidos |
| LBTYA, LBTYK | Liberty Global            | Telecomunicaciones     | Reino Unido    |
| LULU         | Lululemon Athletica       | Comercio               | Canadá         |
| MAR          | Marriott International    | Turismo                | Estados Unidos |
| MXIM         | Maxim Integrated          | Semiconductores        | Estados Unidos |
| MELI         | MercadoLibre              | Comercio electrónico   | Argentina      |
| MCHP         | Microchip Technology      | Semiconductores        | Estados Unidos |
| MU           | Micron Technology         | Semiconductores        | Estados Unidos |
| MSFT         | Microsoft                 | Hardware y software    | Estados Unidos |
| MDLZ         | Mondelēz International    | Alimentación           | Estados Unidos |
| MNST         | Monster Beverage          | Alimentación           | Estados Unidos |
| MYL          | Mylan                     | Farmacéutica           | Países Bajos   |
| NTAP         | NetApp                    | Servicios de Internet  | Estados Unidos |
| NTES         | NetEase                   | Servicios de Internet  | China          |
| NFLX         | Netflix                   | Entretenimiento        | Estados Unidos |
| NVDA         | Nvidia                    | Semiconductores        | Estados Unidos |
| NXPI         | NXP Semiconductors        | Semiconductores        | Países Bajos   |
| ORLY         | O’Reilly Auto Parts       | Automoción             | Estados Unidos |
| PCAR         | Paccar                    | Automoción             | Estados Unidos |
| PAYX         | Paychex                   | Servicios financieros  | Estados Unidos |
| PYPL         | PayPal                    | Comercio electrónico   | Estados Unidos |
| PEP          | PepsiCo                   | Alimentación           | Estados Unidos |
| QCOM         | Qualcomm                  | Telecomunicaciones     | Estados Unidos |
| REGN         | Regeneron Pharmaceuticals | Farmacéutica           | Estados Unidos |
| ROST         | Ross Stores               | Venta al por menor     | Estados Unidos |
| SIRI         | Sirius XM Holdings        | Telecomunicaciones     | Estados Unidos |
| SWKS         | Skyworks Solutions        | Semiconductores        | Estados Unidos |
| SBUX         | Starbucks                 | Alimentación           | Estados Unidos |
| SYMC         | Symantec                  | Software               | Estados Unidos |
| SNPS         | Synopsys                  | Software               | Estados Unidos |
| TTWO         | Take-Two Interactive      | Videojuegos            | Estados Unidos |
| TSLA         | Tesla, Inc.               | Automoción             | Estados Unidos |
| TXN          | Texas Instruments         | Semiconductores        | Estados Unidos |
| KHC          | Kraft Heinz               | Alimentación           | Estados Unidos |
| TMUS         | T-Mobile US               | Telecomunicaciones     | Estados Unidos |
| ULTA         | Ulta Beauty               | Cosmética              | Estados Unidos |
| UAL          | United Airlines Holdings  | Transporte             | Estados Unidos |
| VRSN         | Verisign                  | Serviciós de Internet  | Estados Unidos |
| VRSK         | Verisk Analytics          | Análisis de datos      | Estados Unidos |
| VRTX         | Vertex Pharmaceuticals    | Farmacéutica           | Estados Unidos |
| WBA          | Walgreens Boots Alliance  | Farmacéutica           | Estados Unidos |
| WDC          | Western Digital           | Hardware               | Estados Unidos |
| WLTW         | Willis Towers Watson      | Consultoría            | Irlanda        |
| WDAY         | Workday                   | Recursos humanos       | Estados Unidos |
| WYNN         | Wynn Resorts              | Turismo                | Estados Unidos |
| XEL          | Xcel Energy               | Energía                | Estados Unidos |
| XLNX         | Xilinx                    | Semiconductores        | Estados Unidos |